# Japonsko-rjúkjúské jazyky
Japonsko-rjúkjúské jazyky jsou jednou z jazykových rodin a jsou rozšířeny hlavně na ostrovech Japonska. Jednotlivé jazyky, ačkoliv v mluvené formě vzájemně nesrozumitelné, jsou často považovány za pouhé dialekty japonštiny. Příbuznost s jinými jazyky je nejasná – nejčastěji se hledá u korejštiny a jazyků altajských, s tím, že japonsko-rjúkjúské jazyky byly výrazně ovlivněny původním jazykovým substrátem, snad podobným ainštině či jazykům austronéské rodiny.

## Dělení
- Japonština (日本語) (130 milionů mluvčích)
  - hačidžó – starobylé dialkety ostrova Hačidžódžima a ostrovů Daitó.
  - vlastní japonština
    - východní japonština
    - západní japonština
    - dialekty ostrova Kjúšú
    - sacuma-ben – dialekt jižního Kjúšú (Sacagú)
- Rjúkjúské jazyky (琉球語)
  - amamština (奄美語) (130 000 mluvčích, občas bývají její severní a jižní nářečí považována za dva samostatné jazyky)
  - mijakština (mjáku haci, 宮古語) (55 000 mluvčích)
  - okinawština (učinágači, 沖縄語) (900 000 mluvčích)
  - Kunigamština (méně než 100 000 mluvčích, občas považována za dialekt okinawštiny)
  - jaejamština (jaima muní, 八重山語) (45 000 mluvčích)
  - jonagunština (与那国語) (1 800 mluvčích, občas považována za dialekt jaejamštiny)